# Corinne Cléry
Pour les articles homonymes, voir Cléry.
Corinne Picolo, dite Corinne Cléry ou parfois Corinne Piccoli, est une actrice française, née le 23 mars 1950 dans le 17e arrondissement de Paris.
Elle a été révélée en 1975 par le film érotique Histoire d'O puis a ensuite travaillé principalement en Italie. Elle a aussi été une James Bond girl dans Moonraker en 1979.

## Biographie

### Enfance
Corinne Marie-Madeleine Geneviève Pierrette Picolo, dite Corinne Cléry, est née le 23 mars 1950 dans le 17e arrondissement de Paris.

### Carrière
Sa première apparition au cinéma date de 1967, au côté de Johnny Hallyday dans Les Poneyttes. Elle joue en 1975 le rôle d'O dans une adaptation cinématographique du roman érotique Histoire d'O par Just Jaeckin (déjà réalisateur d’Emmanuelle).
Elle a été la troisième James Bond girl française grâce à sa participation à Moonraker (1979), un des films de la célèbre série, dans lequel les Français Jean-Pierre Castaldi, Georges Beller et Michael Lonsdale ont également tourné.
Le reste de sa carrière se déroule en Italie, où elle travaille pour le cinéma et la télévision.
En 2009, elle participe à la 5e saison de l'émission Ballando con le stelle, en Italie. Elle est éliminée lors de la première semaine.
En octobre 2017, elle participe à la deuxième saison de l'émission Grande Fratello VIP en Italie. Elle intègre la maison au 36e jour. Serena Grandi est également candidate, mais se trouve éliminée au bout de deux semaines. Elle reviendra dans la maison régler ses comptes avec Cléry au sujet de Giuseppe Ercole (qui fut le mari de Grandi de 1987 à 1993). Au bout de trois semaines, le 6 novembre 2017, elle est éliminée.
En 2023 elle participe à la 17e saison de l'émission d'aventure L'isola dei famosi. Au bout de 7 semaines elle est éliminée.

### Vie privée
En 1967, à 17 ans, elle épouse Hubert Wayaffe, animateur radio d'Europe 1 dans les années 1960 et 1970. De l'union est né Alexandre, le seul fils de l'actrice.
Elle divorce ensuite de Luca Valerio.
Elle épouse ensuite l'homme d'affaires Giuseppe Ercole, l'ex-mari de Serena Grandi, en 2004. Le couple reste ensemble jusqu'à la mort de Giuseppe en 2010.
Dans plusieurs interviews, elle s'est déclarée viscéralement anticommuniste.

## Filmographie

### Cinéma
- 1967 : Les Poneyttes de Joël Le Moigné : Poneytte
- 1973 : Il sergente Rompiglioni (en) de Giuliano Biagetti : Figlia del colonelle
- 1975 : Histoire d'O de Just Jaeckin : O
- 1976 : E tanta paura de Paolo Cavara : Jeanne
- 1976 : Striptease de Germán Lorente : Anne
- 1976 : Bluff de Sergio Corbucci
- 1976 : Le Bataillon en folie (Sturmtruppen) de Salvatore Samperi
- 1976 : Allô... Madame (Natale in casa d'appuntamento) d'Armando Nannuzzi
- 1977 : La Proie de l'autostop (Autostop Rosso Sangue) de Pasquale Festa Campanile : Eve
- 1977 : Tre tigri contro tre tigri de Sergio Corbucci et Steno
- 1977 : Double Plaisir (Kleinhoff Hotel) de Carlo Lizzani
- 1978 : La Loi de la CIA (Sono stato un agente C.I.A.) de Romolo Guerrieri : Anne Florio
- 1979 : Moonraker de Lewis Gilbert : Corinne Dufour
- 1979 : i viaggiatori della sera d'Ugo Tognazzi : Ortensia
- 1979 : L'Humanoïde (L'umanoide) d'Aldo Lado : Barbara Gibson
- 1980 : Transes mortelles (Eroina) de Massimo Pirri : Pina
- 1980 : Je hais les blondes (Odio le bionde) de Giorgio Capitani : Angelica
- 1981 : L'ultimo harem de Sergio Garrone : Sara
- 1983 : Yor, le chasseur du futur (Il mondo di Yor) d'Antonio Margheriti : Ka-Laa
- 1984 : Giochi d'estate (en) de Bruno Cortini : Lisa Donelli
- 1986 : Le Miel du Diable (Il miele del diavolo) de Lucio Fulci : Carol Simpson
- 1986 : Yuppies; i giovani di successo de Carlo Vanzina : Francesca
- 1986 : Via Montenapoleone de Carlo Vanzina : Chiara
- 1987 : Rimini, Rimini, - un anno dopo de Bruno Corbucci : Carla Formigoni
- 1988 : La partita de Carlo Vanzina : Jacqueline
- 1990 : Vacanze di Natale '90 d'Enrico Oldoini : Alessandra
- 1990 : Occhio alla perestrojka de Franco Castellano et Giuseppe Moccia : Angela Bonetti
- 1991 : Ventottesimo minuto de Paolo Frajoli : Paola
- 1992 : Non chiamarmi Omar (it) de Sergio Staino : Luisa Tavoni
- 1994 : Donna di cuori de Luciano Crovato et Lina Mangiacapre : Vania
- 1995 : Le Roi de Paris de Dominique Maillet : Betty Favert
- 2000 : Alex l'ariete de Damiano Damiani : Ernestina
- 2007 : Il peso dell'aria de Stefano Calvagna : Anna
- 2008 : Ti stramo de Pino Insegno et Gianluca Sodaro : Nonna
- 2016 : Attesa e cambiamenti (it) de Sergio Colabona :
- 2018 : Oltre la nebbia - Il mistero di Rainer Merz (it) de Giuseppe Varlotta : Rosa Carlini
- 2020 : Ritorno al crimine de Massimiliano Bruno

### Télévision
- 1976 : Natale in casa d'appuntamento (téléfilm)
- 1983 : Benedetta e company (téléfilm)
- 1984 : Skipper (téléfilm)
- 1989 : Disperatamente Giulia (série télévisée) : Elena Dionisi
- 1990 : Vita coi figli de Dino Risi (téléfilm) : Valeria
- 1991 : Errore fatale (téléfilm) : Maria
- 1991 : L'odissea (téléfilm) : Circe
- 1990 : Les mouettes, de Jean Chapot, (téléfilm) : Leone
- 1993 : Moscacieca (téléfilm) : Anna
- 1995 : La Colonie (The Colony) (téléfilm)
- 1996 : La signora della città (téléfilm)
- 1998 : La forza dell'amore (série télévisée) : Sandra
- 1999 : Tre addii (série télévisée) : Claudia Vailati
- 1999 : Stella di Mare - Hilfe, wir erben ein Schiff (téléfilm)
- 1999 : L'ispettore Giusti (série télévisée) : Stella Mattioli
- 2002 : Un sacré détective (série télévisée) : Marie
- 2005 - 2007 : Les Destins du cœur (saison 8 et 9) (Incantesimo) (série télévisée) : Viola Dessi